# Pamela a la tarde
Pamela a la tarde fue un programa de televisión argentino conducido por Pamela David que se estrenó el 8 de mayo de 2017, y terminó hasta el 31 de diciembre de 2019, por América TV.

## Sinopsis
El programa se centraba en temas de actualidad, desde política hasta crónicas.

## Temporadas
| Temporada | Año   | Emisiones | Rating | Ref.  |
| --------- | ----- | --------- | ------ | ----- |
| 1         | 2017  | 165       | 3.9    | [ 1 ] |
| 2         | 2018  | 221       | 2.8    | [ 1 ] |
| 3         | 2019  | 215       | 2.7    | [ 1 ] |
| Total     | Total | 601       | 3.1    | [ 1 ] |

## Equipo

### Conductora
- Pamela David (2017-2019)

### Panelistas
- Carlos Monti (2017-2019)
- Facundo Pastor (2017-2019)
- Soledad Larghi (2017-2019)
- David Kavlin (2017-2018)
- Chiche Gelblung (2017)
- Candelaria de la Sota (2017)
- Ana Rosenfeld (2017)
- Santiago Riva Roy (2017)
- Luli Fernández (2018)
- Amalia Granata (2018, 2019)
- Rolando Graña (2019)
- Carmela Bárbaro (2019)
- Pablo Layus (2019)
- Nancy Duré (2019)

## Premios y nominaciones
| Año  | Premios               | Categoría                        | Nominado(a)       | Resultado |
| ---- | --------------------- | -------------------------------- | ----------------- | --------- |
| 2017 | Premios Tato          | Mejor Conducción Femenina - Aire | Pamela David      | Nominada  |
| 2018 | Premios Martín Fierro | Mejor Magazine                   | Pamela a la tarde | Ganador   |
| 2018 | Premios Martín Fierro | Mejor Panelista                  | Chiche Gelblung   | Ganador   |